# Claude Balbastre
Claude Balbastre (Dijon, 8 de dezembro de 1724 — Paris, 9 de maio de 1799) foi um compositor, clavenista e organista francês do século XVIII.